# Einhegung
Einhegung ist die Umwandlung eines der allgemeinen Nutzung offenstehenden Areals oder eines öffentlichen Guts in eines der speziellen Nutzung.
Im Deutschen wird für ähnliche Agrarreformen, die im 18. und 19. Jahrhundert – namentlich im Königreich Hannover nach englischem Vorbild – durchgeführt wurden, der Begriff „Verkoppelung“ gebraucht.
In der Umgangssprache steht Einhegung für Begrenzung, Beschränkung.

## Geschichte
Prähistorisch sind damit die durch Annäherungshindernisse aus Gräben, Palisaden, Mauern, Wällen aus Erde, Holz oder Stein und sonstigen Materialien usw. erstellten Bereiche gemeint, die für eine spezielle, meist kultische Nutzung separiert wurden. Älteste Beispiele in Mitteleuropa sind die Kreisgrabenanlagen (Kreisgrabenanlage von Goseck) der Bandkeramiker, später dann Henges und Erdwerke wie King Arthur’s Hall.
Historisch sind damit die bis zum Beginn der industriellen Revolution stattfindenden Auflösungen der bisherigen feudalrechtlichen Agrarordnung in Großbritannien gemeint (enclosures). Dort wurden die Einhegungen zur Umstellung von im erbrechtlichen Pachtsystem erfolgenden Ackerbau auf die für den Landlord profitablere Schafzucht und zur Privatisierung der Allmenderechte (englisch: commons) vorgenommen.

### England
In England begannen diese Enclosures in Form von Einschränkungen traditioneller Landnutzungsrechte bereits im 14. Jahrhundert. Sie erforderten wegen ihrer zunehmenden Eingriffe in das auf Rechten und Pflichten von Landlord und Pächtern beruhende Feudalsystem (sowie wegen der davon berührten Finanzinteressen der Krone) für jedes einzelne Anwesen einen separaten Parlamentsbeschluss. Gegen Ende des 18. und Anfang des 19. Jahrhunderts wurden dann die Landlords vom Parlament allgemein zur Durchführung von Enclosures ermächtigt. Man nannte das später eine „Revolution der Reichen gegen die Armen“, weil aus vielen Kleinbetrieben wenige landwirtschaftliche Großbetriebe entstanden. Die bisherigen Landpächter wurden dabei mit Gewalt vertrieben und bildeten dann in den stark anwachsenden Städten die Massenarbeitskräfte der beginnenden industriellen Revolution.
Schon im 15. Jahrhundert kritisierte Thomas Morus die Enclosures. Karl Polanyi sieht in dem Widerstand der englischen Krone gegen die Enclosures vom späten 15. Jahrhundert bis in die 1640er Jahre – in diesem Zeitraum gab es 12 Gesetze gegen die Einhegungen – den Versuch, den sozialen Wandel zu bremsen, die soziale Ordnung, die durch die Landlords verletzt wurde, zu erhalten und die Entvölkerung des Landes und die Verwüstung der Dörfer zu verhindern. Der Widerstand des „Guten Herzogs“  Lordprotektor Somerset gegen die Enclosures war der Auslöser eines Bauernsturms unter John Dudley auf die errichteten Zäune und kostete mehrere Tausend Bauern im Jahr 1549 und den Herzog von Somerset selbst 1552 das Leben. Trotz kirchlicher Kritik und mehrerer Aufstände (1607, 1630–32) beschleunigte sich der Prozess der Einhegungen im 17. Jahrhundert und betraf dann auch die Wälder.

### Schottland
In Schottland erfolgte die Vertreibung der Landbevölkerung vom bewirtschafteten Land und den Hütten erst später – und zwar in den Lowland Clearances der zweiten Hälfte des 18. und der ersten Hälfte des 19. Jahrhunderts. Besonders berüchtigt wegen ihres zahlenmäßigen Ausmaßes und der angewandten Rücksichtslosigkeit der Landlords waren dann aber die erst in der ersten Hälfte des 19. Jahrhunderts stattfindenden Highland Clearances. Diese führten zu einer starken Entvölkerung der Highlands, zur Zerschlagung des bisherigen Clanwesens, zum fast vollständigen Verschwinden (außer in Randgebieten) der gälischen Sprache in Schottland und mangels geeigneter Arbeitsplätze in den einheimischen Städten zu Massenauswanderungen nach Übersee.

### Mittel- und Nordeuropa
In Mitteleuropa wurden Einhegungen besonders für die vormals der ganzen Dorfgemeinschaft zur Verfügung stehenden Allmenden der Dreifelderwirtschaft und – wo nicht schon im Mittelalter dem Gutsherrn vorbehalten – des Waldes durchgeführt. Auch hier kam es zu starken gesellschaftlichen Veränderungen auf dem Lande. Ausnahmen davon blieben einzig die Alpenvorländer. Dort besteht das Gemeineigentum an Wiesen, Wald und nicht landwirtschaftlich nutzbaren Arealen (z. B. Schutthalden, Fels und Firn) zum Teil bis heute in Form von Korporationen weiter, die einem beschränkten Personenkreis zur Nutzung vorbehalten sind. In Süd- und Osteuropa dagegen blieb das bisherige Gutsherrensystem der Bewirtschaftung mit, im Vergleich zu Mitteleuropa, relativ geringfügigen wirtschaftlichen Veränderungen zum Teil bis nach 1945 bestehen. In Schweden heißen Einhegungen hägnad.

## Wandel des Erscheinungsbildes der Landschaft
In der früheren feudalrechtlichen Agrarordnung dienten Hecken der Umzäunung für Vieh und als Schutz vor tierischen Feinden und Übergriffen in bestellte Äcker. Gebräuchlich waren Knick- oder Wallhecken. Dabei werden dornige Sträucher wie etwa Weißdorn für solche Grenzhecken bevorzugt, während ausgesprochene Weichholzarten, z. B. Holunder, in der Hecke bekämpft werden, weil sie kurzlebig sind und zu Lücken in der Hecke führen. Ursprünglich wurden Hecken meist mit einer einzigen, möglichst dornigen Gehölzart gepflanzt. Im Laufe der Jahrhunderte kamen durch natürliche Aussamung mehr und mehr andere Gehölze hinzu.
In England hat man aufgrund der Datierungsmöglichkeit von Hecken mit Hilfe des Domesday Books herausgefunden, dass man aus der Anzahl verschiedener Gehölzarten relativ genau auf das Alter einer Hecke schließen kann. Auf einer Strecke von 10 Metern findet man etwa eine hinzukommende Holzart pro Jahrhundert. Hier wurden auch riesige Einhegungen geschaffen, die offenbar keinem kommerziellen Zweck dienten, sondern rituelle Plätze abschirmten (siehe Dorsey).
Die Markenteilung in der zweiten Hälfte des 18. Jahrhunderts brachte weite Teile des Agrarlandes in Privatbesitz. Als Parzellengrenzen angelegt, stellten  Hecken die Besitzverhältnisse klar. Auch waren jetzt bessere Zuchtmöglichkeiten gegeben. Indem man nur noch ausgesuchte männliche Tiere zu den tragfähigen weiblichen Tieren hinzu ließ, ließen sich die nützlichen Eigenschaften stark beeinflussen. Dies war eine wesentliche Voraussetzung für die landwirtschaftliche Ertragssteigerung, die der Industriellen Revolution voranging.
In steinigen Gebieten, so in Südeuropa, in Irland, in den englischen Cotswolds und in Nordengland und Schottland sind Einhegungen aus Trockenmauern üblich.